# Правенциці
Правенциці (пол. Prawęcice) — село в Польщі, у гміні Александрув-Лодзький Зґерського повіту Лодзинського воєводства.
Населення — 190 осіб (2011).

## Демографія
Демографічна структура станом на 31 березня 2011 року:
|          | Загалом | Допрацездатний вік | Працездатний вік | Постпрацездатний вік |
| -------- | ------- | ------------------ | ---------------- | -------------------- |
| Чоловіки | 101     | 21                 | 72               | 8                    |
| Жінки    | 89      | 16                 | 57               | 16                   |
| Разом    | 190     | 37                 | 129              | 24                   |